# 1er février en sport
1er janvier 1er mars
Chronologies thématiques
- Croisades
- Ferroviaires
- Disney

Le 1er février (32e jour de l'année) en sport.

## Événements

### XIXesiècle
- 1818 :
  - (Gymnastique) : ouverture à Paris par l’Espagnol Francisco Amoros du premier club public de gymnastique (Gymnase de l’Institution Durdan).

### XXesièclede1951à2000
- 1956 :   
  - (Patinage artistique) : l'Américain Hayes Alan Jenkins devient champion olympique messieurs aux Jeux de Cortina d'Ampezzo 1956.
  - (Ski alpin) : la Suisse Madeleine Berthod devient championne olympique de la descente aux Jeux de Cortina d'Ampezzo 1956.
- 1985 : 
  - (Rallye automobile) : le Finlandais Ari Vatanen et son copilote britannique Terry Harryman s'imposent au rallye Monte-Carlo sur une Peugeot 205 Turbo 16.
- 1987 : 
  - (Ski alpin) : le Luxembourgeois Marc Girardelli, devient champion du monde de ski du combiné aux championnats du monde de Crans-Montana 1987.

### XXIesiècle
- 2003 :
  - (Athlétisme) : Regina Jacobs porte le record du monde du 1 500 m à 3 min 59,98 s. Elle est convaincue de dopage à la tétrahydrogestrinone (THG) en 2003.
- 2004 :
  - (Athlétisme) : Olga Kotlyarova porte le record du monde féminin du 600 mètres (indoor) à 1 minute 23 secondes et 43 centièmes.
  - (Cyclo-cross) : Bart Wellens, Mario De Clerq et Sven Vanthourenhout prennent les trois premières places du championnat du monde de cyclo-cross.
  - (Cyclo-cross) : Laurence Leboucher redevient championne du monde de cyclo-cross (son précédent titre date de 2002).
  - (Football américain) : à Houston, les New England Patriots s'impose 32-29 face aux Carolina Panthers au Super Bowl XXXVIII, clôturant la saison 2003 de National Football League.
- 2007 :
  - (Handball) : la France s'incline contre l'Allemagne (32-31 après 2 prolongations) en demi-finale du Championnat du monde à Cologne. En finale, les Allemands affronteront la Pologne, qui a dominé le Danemark (36-33 après 2 prolongations).
- 2009 :
  - (Football américain) : à Tampa, finale du Super Bowl XLIII .
  - (Handball) : la France remporte le Championnat du monde de handball masculin
  - (Tennis) : Rafael Nadal remporte l'Open de tennis d'Australie à Melbourne pour la première fois de sa carrière face à Roger Federer en cinq sets 7-5 3-6 7-6(3) 3-6 6-2. Il s'agit du sixième titre en Grand Chelem pour l'Espagnol.
  - (Voile) : Michel Desjoyeaux remporte son second Vendée Globe et établit le nouveau record en 84 j 3 h 9 min
- 2014 :
  - (Omnisports) : journée du sport féminin sur les télés et radios françaises à l’initiative du Conseil supérieur de l'audiovisuel, pour promouvoir des sports sous-médiatisés.
  - (Rugby à XV) : en ouverture du Tournoi des Six Nations les Gallois s'imposent à domicile contre l'Italie (23-15) puis le XV de France s'impose face au XV d'Angleterre (26-24).
- 2015 :
  - (Cyclo-cross) : le Néerlandais Mathieu van der Poel remporte la course élites masculine des championnats du monde de cyclo-cross à Tábor, en République tchèque.
  - (Football américain) : à Glendale en Arizona, finale du Super Bowl XLIX.
  - (Handball) : L'équipe de France remporte le mondial de handball en battant en finale l'équipe du Qatar 25 à 22. Il s'agit du 5e titre mondial des Bleus et de son premier triplé Euro - Jeux olympiques et Mondial.
  - (Sport motocycliste) : le Français Adrien van Beveren remporte l'Enduropale du Touquet.
  - (Tennis) : à Melbourne en Australie, à l'Open d'Australie, le Serbe Novak Djokovic bat l'Écossais Andy Murray 7-6, 6-7, 6-3, 6-0. C'est son 5e titre en terre australienne et son 8e titre en Grand Chelem.

## Naissances

### XIXesiècle
- 1864 : 
  - Thomas Jenkins-Price, joueur de rugby à XV gallois. (2 sélections en équipe du pays de Galles). († 6 août 1922).
- 1878 : 
  - Alfréd Hajós, nageur, footballeur puis athlète de sprint, de haies et de lancers hongrois. Champion olympique du 100m et du 1 200m nage libre aux Jeux d'Athènes 1896. (1 sélection en équipe de Hongrie). († 12 novembre 1955).
- 1895 : 
  - Conn Smythe, dirigeant de hockey sur glace canadien. († 18 novembre 1980).

### XXesièclede1901à1950
- 1912 : 
  - Joseph Desclaux, joueur de rugby à XV et joueur de rugby à XIII français. (10 sélections en équipe de France de rugby à XV et 2 en équipe de France de rugby à XIII). († 26 mars 1988).
  - Albin Kitzinger, footballeur allemand. (44 sélections en équipe d'Allemagne). († 6 août 1970).
- 1915 : 
  - Stanley Matthews, footballeur puis entraîneur anglais. (52 sélections en équipe d'Angleterre). († 23 février 2000).
- 1917 : 
  - Juan Tuñas, footballeur cubain. (3 sélections en équipe de Cuba). († 4 avril 2011).
- 1920 : 
  - Pierre Jonquères d'Oriola, cavalier de sauts d'obstacles français. Champion olympique de saut d'obstacles individuel aux Jeux d'Helsinki 1952 puis champion olympique de saut d'obstacles individuel et médaillé d'argent par équipe aux Jeux de Tokyo 1964 et médaillé d'argent de saut d'obstacles par équipe aux Jeux de Mexico 1968. Champion du monde de saut d'obstacles individuel 1966. († 19 juillet 2011).
- 1921 :
  - Marcel Poblome, footballeur français. († 17 juillet 2009).
- 1924 : 
  - Emmanuel Scheffer, footballeur puis entraîneur israélien. Sélectionneur de l'Équipe d'Israël de 1968 à 1970 et de 1978 à 1979. († 28 décembre 2012).
- 1926 : 
  - Noemi Simonetto de Portela, athlète de sauts et de sprint argentine. Médaillée d'argent du saut en longueur aux Jeux de Londres 1948. († 20 février 2011).
- 1927 : 
  - Jimmy Andrews, footballeur puis entraîneur écossais. († 12 septembre 2012).
- 1930 :
  - Marty Reisman, pongiste américain. († 7 décembre 2012).
  - Scotty Robertson, joueur et entraîneur de basket-ball américain. († 18 août 2011).
- 1931 :
  - Madeleine Berthod, skieuse alpine suisse. Championne olympique de la descente aux Jeux de Cortina d'Ampezzo 1956.
- 1933 :
  - Peter Sillett, footballeur anglais. (3 sélections en équipe d'Angleterre). († 13 mars 1998).
- 1937 :
  - Maryan Wisnieski, footballeur français. (33 sélections en équipe de France). († 4 mars 2022).
- 1944 :
  - Dick Snyder, basketteur américain.
  - Burkhard Ziese, entraîneur de football allemand. Sélectionneur de l'équipe du Soudan de 1978 à 1980, de l'équipe de Thaïlande de 1985 à 1986, de l'équipe du Pakistan de 1987 à 1990, de l'équipe du Ghana de 1990 à 1992 et en 2003, de l'équipe des Bermudes de 1994 à 1997, de l'équipe de Zambie de 1997 à 1998 puis de l'équipe de Malawi de 2005 à 2006. († 19 avril 2010).
- 1947 :
  - Gaston Rahier, pilote de moto belge. Champion du monde de motocross 1975, 1976 et 1977. Vainqueur du Paris-Dakar 1984 et 1985. († 8 février 2005).
- 1949 :
  - Franco Causio, footballeur italien. Champion du monde de football 1982. Vainqueur de la Coupe UEFA 1977. (63 sélections en équipe d'Italie).

### XXesièclede1951à2000
- 1953 :
  - Christian Geistdörfer, copilote de course de rallyes automobile allemand.
- 1958 :
  - Luther Blissett, footballeur puis entraîneur anglais. (14 sélections en équipe d'Angleterre).
- 1960 :
  - François Boucher, navigateur français.
- 1961 :
  - José Luis Cuciuffo, footballeur argentin. Champion du monde de football 1986. (8 sélections en équipe d'Argentine). († 11 décembre 2004).
- 1962 :
  - Manuel Amoros, footballeur puis entraîneur français. Champion d'Europe de football 1984. Vainqueur de la Ligue des champions 1993. (82 sélections en équipe de France).
- 1966 :
  - Michelle Akers, footballeuse américaine. Championne du monde football féminin 1991 et 1999. (153 sélections en équipe des États-Unis).
  - Paul Dalla Lana, pilote de course automobile d'endurance canadien.
- 1967 :
  - Orhun Ene, basketteur puis entraîneur turc.
- 1968 :
  - Mark Recchi, hockeyeur sur glace canadien.
  - Javier Sánchez, joueur de tennis espagnol.
- 1969 :
  - Gabriel Batistuta, footballeur argentin. Vainqueur de la Copa América 1991 et 1993. (78 sélections en équipe d'Argentine).
  - Ola Fløene, copilote automobile et de camion de rallye-raid norvégien.
- 1970 :
  - Malik Sealy, basketteur américain. († 20 mai 2000).
- 1971 :
  - Harald Brattbakk, footballeur puis entraîneur norvégien. (17 sélections en équipe de Norvège).
- 1972 :
  - Geoff Sanderson, hockeyeur sur glace canadien. Champion du monde de hockey sur glace 1994 et 1997.
  - Christian Ziege, footballeur puis entraîneur allemand. Champion d'Europe de football 1996. Vainqueur de la Coupe UEFA 1996 et 2001. (72 sélections en équipe d'Allemagne).
- 1973 :
  - Andrew DeClercq, basketteur américain.
  - Óscar Pérez, footballeur mexicain. (55 sélections en équipe du Mexique).
  - René Schneider, footballeur allemand. (1 sélection en équipe d'Allemagne).
- 1974 :
  - Roberto Heras, cycliste sur route espagnol. Vainqueur des Tours d'Espagne 2000, 2003, 2004 et 2005 puis du Tour de Catalogne 2002.
  - Walter McCarty, basketteur puis entraîneur américain.
- 1977 :
  - Libor Sionko, footballeur tchèque. (41 sélections en équipe de Tchéquie).
  - Robert Traylor, basketteur américain. († 11 mai 2011).
  - Li Xuemei, athlète de sprint chinoise.
- 1978 :
  - Claudia Künzel, fondeuse allemande. Championne olympique du relais 4×5 km aux Jeux de Salt Lake City 2002 puis médaillée d'argent sur 4×5 km et du sprint libre aux Jeux de Turin 2006 et championne olympique du sprint par équipes et médaillée d'argent du relais 4×5 km aux Jeux de Vancouver 2010. Championne du monde de ski nordique du relais 4×5 km en ski de fond 2003.
- 1979 :
  - Juan, footballeur brésilien. Vainqueur des Copa América 2004 et 2007 puis de la Copa Sudamericana 2017. (77 sélections en équipe du Brésil).
  - Anne-Sophie Mondière, judokate française. Championne d'Europe de judo des +78kg 2006, 2007 et 2008.
- 1980 :
  - Marcos Patronelli, pilote de rallye-raid, de quad et de motocross argentin. Vainqueur des Rallye Dakar 2010, 2013 et 2016 en quad.
- 1981 :
  - Graeme Smith, joueur de cricket sud-africain. (117 sélections en test cricket).
- 1983 :
  - Hamed Afagh, basketteur iranien.
  - Alessandro Calvi, nageur italien. Champion d'Europe de natation du relais 4×100m nage libre 2006.
  - Kevin Martin, basketteur américain.
- 1984 :
  - Darren Fletcher, footballeur écossais. (80 sélections en équipe d'Écosse).
  - David Hauss, triathlète français. Champion d'Europe de triathlon 2015.
  - Bintou Marizy, basketteuse franco-sénégalaise.
  - Erwan Quintin, footballeur français.
- 1985 :
  - Karine Sergerie, taekwondoïste canadienne. Médaillée d'argent en -67 kg aux Jeux de Pékin 2008. Championne du monde de taekwondo en -63 kg 2007.
  - Mounir Hamoud, footballeur marocain. († 12 février 2024).
- 1986 :
  - Damien Fleury, hockeyeur sur glace français.
- 1987 :
  - Sebastian Boenisch, footballeur germano-polonais. (14 sélections avec l'équipe de Pologne).
  - Giuseppe Rossi, footballeur italien. (30 sélections en équipe d'Italie).
  - Costel Pantilimon, footballeur roumain. (27 sélections en équipe de Roumanie).
  - Ronda Rousey, judokate puis pratiquante d'arts martiaux mixtes et catcheuse américaine. Médaillée de bronze des -70 kg aux Jeux de Pékin 2008.
  - Dmytro Teryomenko, volleyeur ukrainien.
- 1989 :
  - Benoît Jarrier, cycliste sur route français.
  - Lamine Koné, footballeur franco-ivoirien. (6 sélections avec l'équipe de Côte d'Ivoire).
  - Jonas Lössl, footballeur danois. (1 sélection en équipe du Danemark).
  - Clare Polkinghorne, footballeuse australienne. (162 sélections en équipe d'Australie).
- 1991 :
  - Faouzi Ghoulam, footballeur franco-algérien. (37 sélections avec l'équipe d'Algérie).
  - Opa Sanganté, footballeur sénégalo-bissaoguinéen. (24 sélections avec l'équipe de Guinée-Bissau).
  - Iracelma Silva, handballeuse angolaise. (89 sélections en équipe d'Angola).
- 1993 :
  - Laurent Abergel, footballeur français.
  - Loris Baz, pilote de moto français.
  - Branden Dawson, basketteur américain.
  - Robert Leipertz, footballeur allemand.
- 1994 :
  - Anna-Lena Friedsam, joueuse de tennis allemande.
  - Corentin Saunier, hockeyeur sur gazon français. (43 sélections en équipe de France).
  - Luke Saville, joueur de tennis australien.
  - Jaco van der Walt, joueur de rugby à XV sud-africain puis écossais. (2 sélections avec l'équipe d'Écosse).
- 1995 :
  - Ivica Ivušić, footballeur croate. (5 sélections en équipe de Croatie).
  - Verena Mayr, athlète d'épreuves combinées autrichienne.
  - Edward Planckaert, cycliste sur route belge.
- 1996 :
  - Marcus Derrickson, basketteur américain.
  - Lenny Rubin, handballeur suisse. (80 sélections en équipe de Suisse).
  - Azurá Stevens, basketteuse américaine.
- 1997 :
  - Drew Eubanks, basketteur américain.
  - Lee Dong-jun, footballeur sud-coréen. (4 sélections en équipe de Corée du Sud).
  - Nicolas Prodhomme, cycliste sur route français.
  - Ignacio Ramírez, footballeur uruguayen.
- 1998 :
  - Laura Freigang, footballeuse allemande. (19 sélections en équipe d'Allemagne).
  - Joseph Paintsil, footballeur ghanéen. (15 sélections en équipe du Ghana).
- 1999 :
  - Mohamed Abdelmonem, footballeur égyptien. Vainqueur de la Ligue des champions 2023. (20 sélections en équipe d'Égypte).
- 2000 :
  - Ebrima Colley, footballeur gambien. (23 sélections en équipe de Gambie).
  - Justin de Haas, footballeur néerlandais.
  - Maša Janković, basketteuse serbe. Championne d'Europe féminine de basket-ball 2021.
  - Patrick Osterhage, footballeur allemand.
  - Tomáš Solil, footballeur tchèque.

### XXIesiècle
- 2002 :
  - Brian Brobbey, footballeur néerlando-ghanéen. (1 sélection avec l'équipe des Pays-Bas).
  - Marta Fiedina, nageuse de synchronisée ukrainienne. Championne d'Europe de natation du combiné 2018 et du solo technique 2020.
  - Saba Sazonov, footballeur géorgio-russe. (2 sélections avec l'équipe de Géorgie).
- 2004 :
  - Williot Swedberg, footballeur suédois.

## Décès

### XIXesiècle
- 1907 : 
  - Léon Serpollet, 48 ans, pilote de courses automobile, homme d'affaires et ingénieur français. (° 4 octobre 1858).

### XXesièclede1901à1950
- 1931 : 
  - Lluís d'Ossó, 53 ou 54 ans, footballeur et dirigeant sportif espagnol. (° ? 1877).
- 1941 : 
  - Walter Abbott, 63 ans, footballeur anglais. (1 sélection en équipe d'Angleterre). (° 7 décembre 1877).
- 1950 : 
  - Henri Galau, 52 ans, joueur de rugby à XV français. Médaillé d'argent aux Jeux de Paris 1924. (5 sélections en équipe de France). (° 18 juillet 1897).

### XXesièclede1951à2000
- 1970 : 
  - Eugène Christophe, 85 ans, cycliste sur route français. Vainqueur de Milan-San Remo 1910, de Bordeaux-Paris 1920 et 1921 ainsi que de Paris-Tours 1920. (° 22 janvier 1885).
- 1980 : 
  - Gastone Nencini, 49 ans, cycliste sur route italien. Vainqueur du Tour d'Italie 1957 et du Tour de France 1960. (° 1er mars 1930).
- 1991 : 
  - Phil Watson, 76 ans, hockeyeur sur glace puis entraîneur canadien. (° 24 octobre 1914).
- 1995 : 
  - Harry Merkel, 77 ans pilote de courses automobile allemand. (° 10 janvier 1918).
- 1999 : 
  - Paul Calvert, 81 ans, joueur de baseball canadien. (° 6 octobre 1917).
  - Rudolf Kárpáti, 78 ans, sabreur hongrois. Champion olympique par équipes aux Jeux de Londres 1948 et aux Jeux d'Helsinki 1952 puis champion olympique en individuel et par équipes aux Jeux de Melbourne 1956 et aux Jeux de Rome 1960. Champion du monde d'escrime du sabre par équipes 1953, 1955, 1957 et 1958, champion du monde d'escrime du sabre en individuel et par équipes 1954 puis champion du monde d'escrime en individuel 1959. (° 17 février 1920).

### XXIesiècle
- 2005 : 
  - Werner Arnold, 74 ans, cycliste sur route suisse. (° 16 juin 1930).
- 2006 : 
  - Guy Basquet, 84 ans, joueur de rugby à XV français. (33 sélections en équipe de France). (° 13 juillet 1921).
- 2007 : 
  - Ray Berres, 99 ans, joueur de baseball américain. (° 31 août 1907).
- 2012 : 
  - Angelo Dundee, 90 ans, entraîneur de boxe américain. (° 30 août 1921).
  - Ladislav Kuna, 64 ans, footballeur puis entraîneur tchécoslovaque puis slovaque. (47 sélections en équipe de Tchécoslovaquie). (° 3 avril 1947).
  - Ingolf Mork, 64 ans, sauteur à ski norvégien. (° 4 juin 1947).
- 2013 : 
  - Vladimir Yengibaryan, 80 ans, boxeur soviétique puis arménien. Champion olympique des -63,5 kg aux Jeux de Melbourne 1956. Champion d'Europe de boxe amateur des -60 kg 1953 puis champion d'Europe de boxe amateur des -63,5 kg 1957. (° 24 avril 1932).
- 2014 : 
  - Luis Aragonés, 75 ans, footballeur puis entraîneur espagnol. (11 sélections en équipe d'Espagne). Sélectionneur de l'équipe d'Espagne de 2004 à 2008 et championne d'Europe de football 2008. (° 28 juillet 1938).
- 2018 :
  - Clifford Bourland, 97 ans, athlète de sprint américain. Champion olympique du relais 4×400 m aux Jeux de Londres 1948. (° 1er janvier 1921).
- 2024 :
  - Michel Jazy, 87 ans, athlète de demi-fond polonais puis français. Médaille d'argent du 1 500 m aux Jeux de Rome 1960. Champion d'Europe d'athlétisme du 1 500 m 1962 et champion d'Europe d'athlétisme du 5 000 m et médaillé d'argent du 1 500 m 1966. Auteur de 9 records du monde. (° 13 juin 1936).